# Henry Seebohm

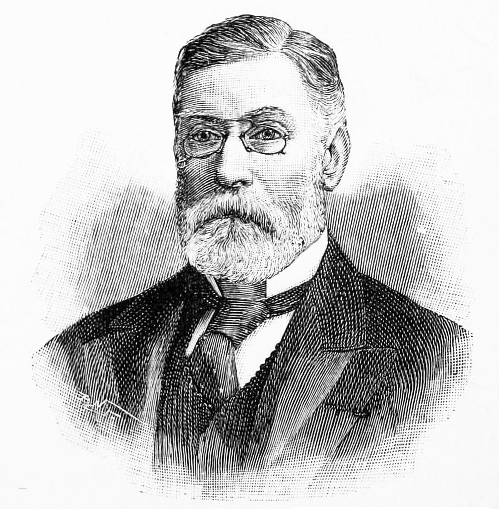
Henry Seebohm

Henry Seebohm, född 12 juli 1832, död 26 november 1895, var en engelsk stålfabrikör, amatörornitolog, äggsamlare och resenär.

## Biografi
Henry var äldste son till Benjamin Seebohm (1798–1871), en affärsman som främst handlade med ull i Horton Grange i Bradford. Familjen hade flyttat till England från Bad Pyrmont i Tyskland. Henrys mor Esther Wheeler (1798–1864) var barnbarn till William Tuke. Familjen Seebohms var kväkare och Henry gick i församlingens skola i York. Inledningsvis arbetade han som assistent i en livsmedelsbutik men flyttade till Sheffield där han började handla med stål. Han gifte sig den 19 januari 1859 med Maria Healey, dotter till George John Healey, en köpman i Manchester.
Seebohm blev intresserad av naturvetenskap i skolan och kom att studera fåglar på sin fritid och under sina många resor. Han besökte Grekland, Skandinavien, Turkiet och Sydafrika. Sin expedition till Jenisejs tundra i Sibirien beskrev han i de två böckerna Siberia in Europe (1880) och Siberia in Asia (1882), som återutgavs i samlingsverket The Birds of Siberia (1901) som gavs ut efter hans död. År 1875 reste han till de nedre delarna av floden Pichora i Gurien tillsammans med John Alexander Harvie-Brown och tillsammans reste de även till Helgoland där de besökte Heinrich Gätke i hans hem. År 1877 anslöt han sig med Joseph Wiggins på ännu en resa till Sibirien.
| ”                                          | The birds were without locations, and consequently without scientific value | „ |
| – Henry Seebohm The Birds of Siberia 1901. |                                                                             |   |

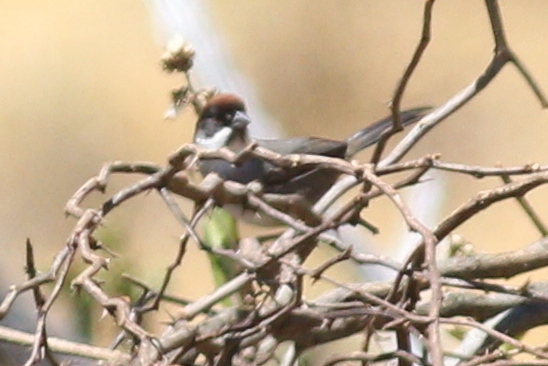
Orangekronad snårsparv (Atlapetes seebohmi) har fått sitt namn efter Henry Seebohm.

Han var en av de första europeiska ornitologer att acceptera det amerikanska trinomiala systemet för att beskriva underarter. Han var medlem i både Royal Geographical Society och av Zoological Society of London.
Andra publikationer av Seebohms är bland annat A History of British Birds (1883), The Geographical Distribution of the family Charadriidae (1887), The Birds of the Japanese Empire (1890) och A Monograph of the Turdidae (1902), den senare färdigställdes av Richard Bowdler Sharpe efter Seebohms död.
Seebohm testamenterade sin samling med skinnlagda fåglar till British Museum. Samlingen kom till museet 1896 och omfattar nästan 17 000 specimen. Ett antal fåglar har fått namn efter Seebohm, bland annat madagaskargräsfågel (Dromaeocercus seebohmi) beskriven av Bowdler Sharpe. Ett porträtt i olja föreställande Seebohm av Hugh Ford Crighton finns i Sheffield Museums samling.

## Publikationer
- 1901 - The birds of Siberia; a record of a naturalist's visits to the valleys of the Petchora and Yenesei. J. Murray. London.
- 1893 - Geographical distribution of British birds
- 1890 - The birds of the Japanese Empire. R. H. Porter, London.
- 1890 - Classification of Birds.  R. H. Porter, London.
- 1888 - The geographical distribution of the family Charadriidae, or, The plovers, sandpipers, snipes, and their allies. H. Sotheran. London
- 1883 - A history of British birds, with coloured illustrations of their eggs. R. H. Porter. London. Volume 1 Volume 2 Volume 3 Volume 4
- 1880 - Siberia in Europe: a visit to the valley of the Petchora, in north-east Russia. J. Murray, London.
- 1880 - Contributions to the ornithology of Siberia